# Uitgeverij Cossee
Cossee is een onafhankelijke uitgeverij van fictie en non-fictie. Het gaat zowel om oorspronkelijk Nederlandse als vertaalde literatuur. 

## Bekende auteurs
- Mark Boog
- Lucette ter Borg
- Tsead Bruinja
- Hans Croiset
- Jean Dulieu
- Hans Fallada
- Hélène Gelèns
- Michael Ignatieff
- Jan van Mersbergen
- Nicole Montagne
- Lodewijk van Oord
- Albert Sánchez Piñol
- Aleksandr Skorobogatov
- Marianne Thieme
- Vrouwkje Tuinman